# I Swear
I Swear es una balada escrita por Gary Baker y Frank J. Myers en 1993. La versión original de John Michael Montgomery alcanzó el puesto número uno de las listas estadounidenses de country a principios del año siguiente a su composición, 1994, a pesar de que solamente alcanzaría el puesto número 42 de la lista de Billboard Hot 100.
Una versión del grupo All-4-One, producida por David Foster, llegó al número uno de la Billboard en Estados Unidos, permaneciendo siete semanas en el segundo puesto de las listas del Reino Unido donde no pudo arrebatar el primer puesto al éxito "Love Is All Around", de Wet Wet Wet.
También ha sido versionada en otros idiomas. En América Latina ha sido traducida como "Juraré" interpretada y versionada al español por el grupo Costarricense Centinelas Vocal Band en el año 2000. Además, el dúo brasileño Leandro y Leonardo, hizo su propia versión tanto en portugués titulada Eu Juro y en español con el nombre de "Te Juro", cuando formaban un dúo de música sertaneja. También en sueco existen dos versiones: una es Jag svär, escrita por Ingela Pling Forsman y grabada por Sten & Stanley en 1995, y la otra es la que fue escrita por Anica Olsson, titulándose I dag (hoy) y grabada un año después por Anders Engbergs.
También es parodiada en 2013 (cantada como "Los chones") en la película animada Despicable Me 2 y en solo amigos.
En los dibujos animados también ha estado versionada y parodiada, en la serie South Park, específicamente en el episodio "Cartman encuentra el amor" de la decimosexta temporada, en el cual es cantada dos veces ambas por Eric Cartman: la primera es cuando recuerda escenas de Token y Nichole a los cuales él juntó para que se enamoraran y la segunda para arruinar la cita de Kyle con Nichole en un partido de basketball donde se forma un improvisado dúo con Brad Paisley. 
Ha sido parodiada también en la película Minions de 2015, en una versión titulada "Underwear".